# Лемос Карвальо, Лусис Густаво
Луис Густаво Лемос Карвальо (порт. Luiz Gustavo Lemos Carvalho; род. 2 января 2006) — бразильский футболист, полузащитник клуба «Коринтианс».

## Клубная карьера
Густаво — воспитанник клуба «Коринтианс». 

## Международная карьера
В 2023 году в составе юношеской сборной Бразилии Густаво стал победителем юношеского чемпионата Южной Америки в Эквадоре. На турнире он сыграл в матчах против сборных Колумбии, Уругвая, Венесуэлы, Парагвая, Чили, Аргентины и дважды Эквадора. В поединке против парагвайцев Луис забил гол.

## Достижения
Международные
 Бразилия (до 17)
- Победитель юношеского чемпионата Южной Америки — 2023